# Огњен Чарапић
Огњен Чарапић (Бар, 1. септембар 1998) црногорски је кошаркаш. Игра на позицијама плејмејкера и бека.

## Каријера
Чарапић је поникао у млађим категоријама барског Морнара. У августу 2012. године прешао је у млађе селекције подгоричке Будућности.
Прве наступе за сениорски тим Будућности Чарапић је уписао већ на пролеће 2013. године у црногорском првенству. Ипак, тек од сезоне 2014/15. добио је нешто значајнију минутажу у сениорима подгоричког клуба. У септембру 2016. потписао је први професионални уговор са Мегом. У децембру 2019. напушта Мегу и прелази у француског прволигаша Бург ан Брес. У француском клубу остаје до краја сезоне 2019/20, а у септембру 2020. потписује двогодишњи уговор са ФМП-ом. У јануару 2021. напушта ФМП и прелази у Подгорицу.

## Успеси

### Клупски
- Будућност:
  - Првенство Црне Горе (2): 2014/15, 2015/16.
  - Куп Црне Горе (2): 2015, 2016.